# Flüssiggut

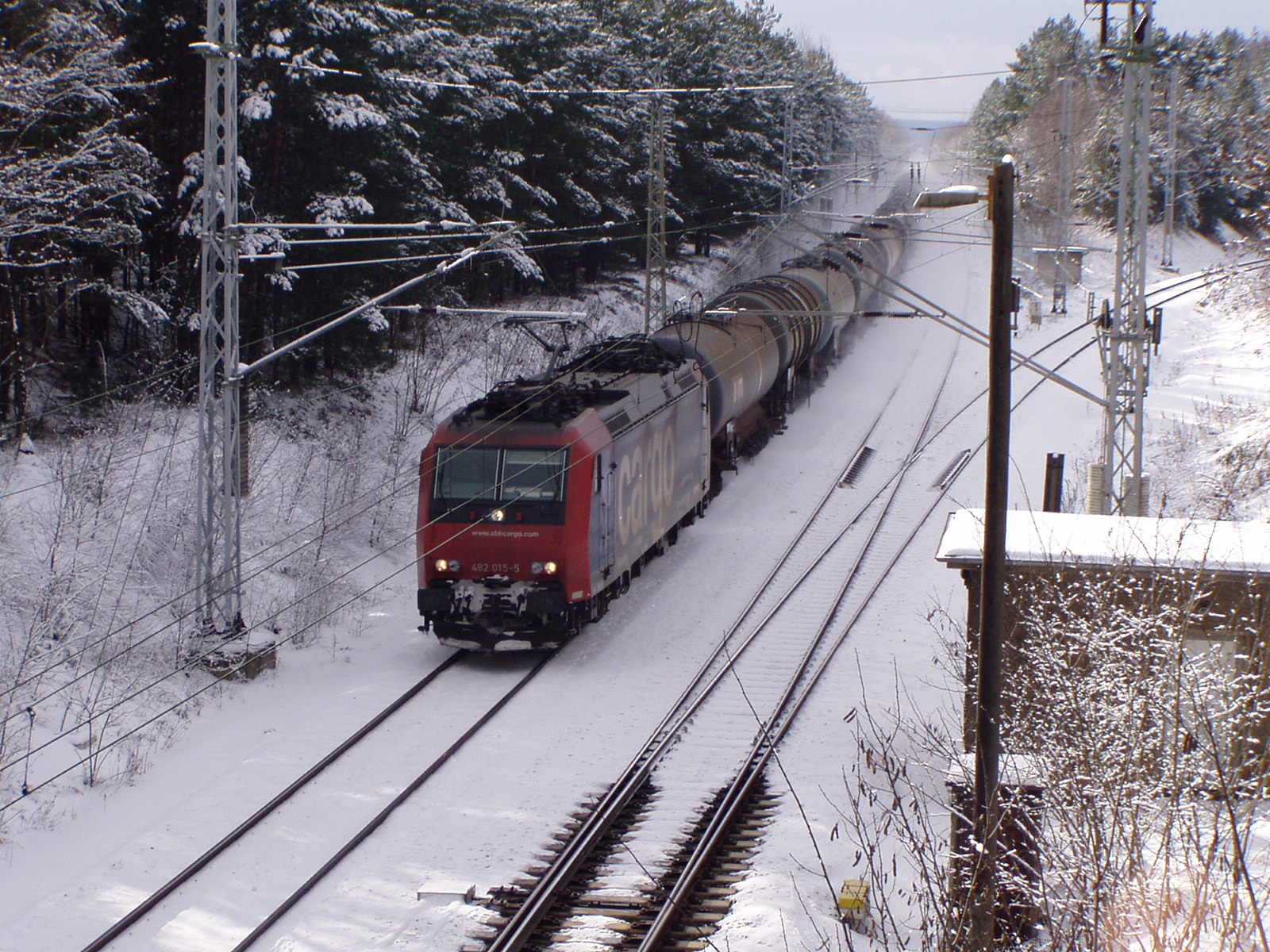
Ein Kesselwagenzug der SBB auf der Strecke Halle (Saale) – Cottbus

Flüssiggut (englisch liquid goods) ist die Bezeichnung für mineralische, pflanzliche oder tierische Produkte in halbflüssigem, flüssigem oder gasförmigem Aggregatzustand, die in flüssigem Zustand befördert werden.
Unter Flüssiggut wird ein nicht teilbares Transportgut geführt, das in sogenannten Wagenladungen in Kesselwagen oft mit Ganzzügen im Eisenbahnverkehr befördert wird. Im Straßengüterverkehr kommen auch Tanklastzüge zum Einsatz.
Flüssiggüter können Lebensmittel sein (beispielsweise Milch), aber auch Gefahrstoffe gemäß Gefahrgutverordnung z. B. Salzsäure (als Produkt der chemischen Industrie).
In Flüssiggutterminals der Seehäfen versorgen sich Industriebetriebe zunehmend mit nach GGVSee zu kennzeichnenden Gütern wie Biodiesel, Methanol, Pentan oder Styrol. In früheren Zeiten waren Tankschiffe ohne Kennzeichnungspflicht nach Gefahrstoffrecht mit Leim unterwegs gewesen.